# 137 (число)
Вижте пояснителната страница за други значения на 137.
137 (сто тридесет и седем) е просто, естествено, цяло число, следващо 136 и предхождащо 138.
Сто тридесет и седем с арабски цифри се записва „137“, а с римски цифри – „CXXXVII“. 137 е на 33-то място в реда на простите числа (след 131 и преди 139). Числото 137 е съставено от три цифри от позиционните бройни системи – 1 (едно), 3 (три), 7 (седем).

## Общи сведения
- 137 е нечетно число.
- 137-ият ден от годината е 17 май.
- 137 е година от Новата ера.